# Avèze (Puy-de-Dôme)
Avèze település Franciaországban, Puy-de-Dôme megyében. Lakosainak száma 159 fő (2022. január 1.). Avèze Singles, Tauves, Saint-Sauves-d’Auvergne, Saint-Sulpice és Messeix községekkel határos.

## Népesség
A település népességének változása:
| Lakosok száma | 185  | 182  | 178  | 179  | 182  | 174  | 167  | 159  |
|               | 2013 | 2015 | 2017 | 2018 | 2019 | 2020 | 2021 | 2022 |